# 뉴욕주의 기

뉴욕 주의 기

1778년부터 1901년까지 쓰인 기

뉴욕의 기는 뉴욕주의 깃발이다. 파란 바탕에 뉴욕 주의 문장에 새겨져 있는 형태의 기이다.